# Розвадовский, Зигмунт
Зигмунт Розвадовский (пол. Zygmunt Rozwadowski; 25 января 1870, Лемберг, Австро-Венгрия — 23 июля 1950, Закопане, Польша) — польский художник, сценограф
, педагог.

## Биография
Родился в 1870 году в Лемберге. Приходился двоюродным братом первому начальнику Генерального штаба польской армии генералу Тадеушу Розвадовскому.
С 1883 по 1889 год обучался в Краковской школе изящных искусств (ныне Краковская академия искусств). Среди его учителей был Ян Матейко. В 1891—1893 годах совершенствовался в Мюнхене в частной школе Антона Ажбе. Ещё будучи студентом, выставлял свои картины на выставках в Кракове и Львове.
По окончании учёбы жил в Кракове, позже вернулся во Львов, где работал художником и преподавателем в Государственной промышленной школе (сейчас Львовский государственный колледж декоративного и прикладного искусства им. Ивана Труша). Работал театральным декоратором.
В 1899 году основал во Львове Товарищество польских художников, которое возглавлял с 1903 года. Также был членом Общества друзей изящных искусств во Львове (в 1913—1914 годах был вице-президентом).
Во время Первой мировой войны был мобилизован в австрийскую армию. Участвовал в военных действиях в составе Польских легионов.
После Второй мировой войны поселился в Закопане, где провёл последние годы своей жизни и умер 23 июля 1950 года. Похоронен на Новом кладбище в Закопане.

## Творчество
Известен прежде всего как художник-баталист. Вместе с художниками Яном Стыкой и Войцехом Коссаком создал Рацлавицкую панораму. Панорама была открыта в сотую годовщину битвы при Рацлавицах — 5 июня 1894 года, в ходе проходившей во Львове польской всеобщей отечественной выставки.
Другой известной его работой была панорама «Битва под Грюнвальдом» (совместно с Т. Попелем. Автор батальных сцен, прежде всего, наполеоновского периода и Ноябрьского восстания в Польше, а также жанровых сцен с конными мотивами, портретов и пейзажей, сцен из жизни солдат, ярмарок и охоты.

## Галерея
- Панорама города Львова в XVIII веке
- Фрагмент «Рацлавицкой панорамы»
- Наполеон в Сморгони во время бегства из России
- Кавалерист армии Герцогства Варшавского
- Экипаж
- Гусар 13-го гусарского полка армии Герцогства Варшавского